# Магдалена (остров, Айсен-дель-Хенераль-Карлос-Ибаньес-дель-Кампо)
Не следует путать с чилийским островом Магдалена, расположенным в Магеллановом проливе.
Магдале́на (исп. Isla Magdalena) — необитаемый остров, расположенный в области Айсен-дель-Хенераль-Карлос-Ибаньес-дель-Кампо (Чили). Площадь 2024,6 км² (седьмой по величине остров страны), высшая точка — потухший вулкан Ментолат (1620 м), чей кратер круглогодично наполнен снегом. Длина береговой линии — 435,5 км. Остров вытянут с севера на юг на 66 километров, с востока на запад — на 51 километр. Вплотную, через узкие проливы, граничит с другими островами. Часть острова относится к одноимённому национальному парку.
Гидрографический офис США даёт этому острову четыре разных названия: Кей, Дезерто, Магдалена и Моталат.